# Воћкице
Воћкице је шпанска телевизијска цртана серија из 1987. У оригиналу, направљено је 91 епизода по 25 минута, али обично се приказује као 56 епизода. Приказивала се широм света. У Србији и Црној Гори се приказивала на српском језику, прво током деведесетих на РТС 1, а затим од 2002. на Каналу Д. У РТС-овој синхронизацији песме нису синхронизоване, док у Канал Д-овој јесу. РТС-ова синхронизација је изгубљена и доступни су само кратки исечци појединих епизода, док постоје снимци и DVD издања Канал Д-ове синхронизације.

## Радња
Воћкице су весела група човеколиког воћа и поврћа, која живи у селу на магичном острву. Нажалост, острво је дом и активном вулкану и групи животиња, која би била више него срећна да Воћкице претвори у један од својих оброка. На срећу, Воћкице имају савезника у Кумби, девојчици која је заробљена на острву. Кумба асистира Воћкицама у бројним авантурама у које их оваква поставка ствари увлачи.

## Приказивање широм света
| Држава               | Назив                       | ТВ канал          |
| -------------------- | --------------------------- | ----------------- |
| Ирска                | The Fruitties               | RTÉ2              |
| Уједињено Краљевство | The Fruitties               | Картун нетворк    |
| Француска            | Les Fruittis                | TF1               |
| Шпанија              | Los Fruittis и Els Fruittis | TVE               |
| Бугарска             | Плодчетата                  | EKids             |
| Словачка             | Ovocníčkovia                | STV1              |
| Бразил               | Frutas e companhia          | ?                 |
| Италија              | I Fruttini                  | Junior TV         |
| Пољска               | Owocowe ludki               | TVP1              |
| Египат               | الفواكه                     | ?                 |
| Андора               | Els Fruittis                | K3                |
| Јужна Кореја         | 과일동산                    | ?                 |
| Румунија             | Fructișoarele               | ?                 |
| Мађарска             | Gyümölcsfalva lakói         | ?                 |
| Грчка                | Τα Φρουτάκια                | ?                 |
| САД                  | The Fruitties               | Никелодеон Јуниор |
| Србија Црна Гора     | Воћкице                     | РТС 1 и Канал Д   |
| Финска               | Kimalat                     | ?                 |
| Чешка                | Ovocňáčci                   | ČT 1              |

| Име лика       | Име глумца (Канал Д)            |
| -------------- | ------------------------------- |
| Роли           | Игор Боројевић                  |
| Пак            | Никола Марковић                 |
| Трнко          | Саша Кузмановић                 |
| Кумба          | Тијана Кесић                    |
| Градоначелник  | Игор Боројевић                  |
| Мајмунс        | Саша Кузмановић                 |
| Брус           | Игор Боројевић                  |
| Шеф            | Саша Кузмановић                 |
| Шефов помоћник | Игор Боројевић                  |
| Чкаљ           | Никола Марковић                 |
| Песме          | Валентина Марковић Јелена Ковач |

## DVD издања
Компанија Маг медија је од 2007. издала неколико DVD-јева, који су се продавали широм Србије и Црне Горе.